# Burton Albion F.C.
Câu lạc bộ bóng đá Burton Albion là một câu lạc bộ bóng đá chuyên nghiệp đến từ thị trấn Burton upon Trent, Staffordshire, Anh. Đội bóng đang thi đấu ở League One, cấp thứ ba của bóng đá Anh. Burton Albion thi đấu ở non-League từ khi thành lập năm 1950 đến 2009, lúc họ được lên thi đấu ở Football League.
Sân nhà của câu lạc bộ là Sân vận động Pirelli, sau khi chuyển từ Eton Park năm 2005, và biệt danh là The Brewers, lấy cảm hứng từ di sản nấu bia của thị trấn hàng trăm năm qua.

## Cầu thủ
Tính đến 13 tháng 6 năm 2020

### Đội hình hiện tại
Ghi chú: Quốc kỳ chỉ đội tuyển quốc gia được xác định rõ trong điều lệ tư cách FIFA. Các cầu thủ có thể giữ hơn một quốc tịch ngoài FIFA.
| Số | VT | Quốc gia | Cầu thủ                  |
| -- | -- | -------- | ------------------------ |
| 2  | HV | Anh      | John Brayford            |
| 3  | HV | Anh      | Colin Daniel             |
| 4  | TV | Úc       | Ryan Edwards             |
| 5  | HV | Anh      | Jake Buxton (đội trưởng) |
| 6  | HV | Anh      | Kieran Wallace           |
| 7  | TV | Ireland  | Stephen Quinn            |
| 10 | TĐ | Anh      | Lucas Akins              |
| 12 | TV | Anh      | Ben Fox                  |
| 15 | HV | Anh      | Reece Hutchinson         |

| Số | VT | Quốc gia | Cầu thủ            |
| -- | -- | -------- | ------------------ |
| 19 | HV | Scotland | Jevan Anderson     |
| 20 | TM | Anh      | Callum Hawkins     |
| 21 | TV | Ireland  | John-Joe O'Toole   |
| 23 | TV | Anh      | Joe Powell         |
| 24 | TM | Anh      | Ben Garratt        |
| 28 | TM | Anh      | Teddy Sharman-Lowe |
| —  | TV | Scotland | Steven Lawless     |
| —  | TĐ | Anh      | Charles Vernam     |

### Cầu thủ xuất sắc nhất năm
Được cổ động viên câu lạc bộ bình chọn.
| - 1971 Bobby Goodwin - 1972 Phil Annable - 1973 John Beresford - 1974 Frank Gregg - 1975 Phil Annable - 1976 Brendon Phillips - 1977 Phil Annable - 1978 Barry Alcock - 1979 Phil Annable - 1980 Ken Blair - 1981 Bryan Kent - 1982 Owen Bell - 1983 Clive Arthur | - 1984 Paul Evans - 1985 Doug Newton - 1986 Alan Kamara - 1987 Alan Kamara - 1988 Ian Straw - 1989 Nick Goodwin - 1990 Nick Goodwin - 1991 Mark Owen - 1992 Nick Goodwin - 1993 Alan Kurila - 1994 Nicholas Harlow - 1995 Darren Acton | - 1996 Matt Smith - 1997 Simon Redfern - 1998 Mark Blount - 1999 Mark Blount - 2000 Darren Stride - 2001 Darren Wassall - 2002 Darren Stride - 2003 Matt Duke1 - 2003 Christian Moore1 - 2004 Aaron Webster - 2005 Andrew Corbett - 2006 Darren Tinson | - 2007 Kevin Poole - 2008 John McGrath - 2009 Jake Buxton - 2010 Tony James - 2011 Adam Legzdins - 2012 Calvin Zola - 2013 Lee Bell - 2014 Ian Sharps - 2015 Stuart Beavon - 2016 Stuart Beavon - 2017 Jackson Irvine - 2018 Lucas Akins - 2019 Lucas Akins |

1 Matt Duke và Christian Moore đều nhận giải thưởng năm 2003.

## Danh hiệu câu lạc bộ

### Kỉ lục
- Thành tích Giải quốc nội tốt nhất: thứ 20 Football League Championship (cấp độ 2) - tương đương với thứ 40 tổng thể (2016-17)
- Thành tích tốt nhất tại Cúp FA: Vòng Bốn
  - 2010-11 (vs. Burnley F.C.)
- Thành tích tốt nhất tại FA Trophy: Chung kết
  - 1986-87 (Sau đá lại) (vs. Kidderminster Harriers)
- Thành tích tốt nhất tại Football League Cup: Bán kết
  - 2018-19 (vs. Manchester City)
- Thành tích tốt nhất tại Football League Trophy: Vòng Hai
  - 2010-11 (vs. Rotherham United)
  - 2014-15 (vs. Doncaster Rovers)
- Trận thắng đậm nhất: 12-1 vs. Coalville Town - Birmingham Senior Cup, 6 tháng 9 năm 1954
- Trận thua đậm nhất: 10-0 vs. Barnet - Southern League Premier Division, 7 tháng 2 năm 1970[3]
- Trận thắng đậm nhất tại Football League: 6-1 vs. Aldershot Town - Football League Two, 12 tháng 12 năm 2009
- Trận thua đậm nhất tại Football League:
  - 1-7 vs. Bristol Rovers - Football League Two, 14 tháng 4 năm 2012
  - 1-7 vs. Port Vale - Football League Two, 5 háng 4 năm 2013
  - 0-6 vs. Fulham - Football League Championship, 20 tháng 1 năm 2018
- Trận thắng đậm nhất tại Cúp FA: 0-4 vs. Halifax Town, 10 tháng 11 năm 2007
- Trận thua đậm nhất tại Cúp FA: 8-0 vs. AFC Bournemouth, 17 tháng 11 năm 1956
- Trận thắng đậm nhất tại Football League Cup: 2-4 vs. Leicester City, 28 tháng 8 năm 2012
- Trận thua đậm nhất tại Football League Cup: 0-9 vs. Manchester City, 9 tháng 1 năm 2019
- Trận thua đậm nhất tại Football League Trophy: 5-1 vs. Chesterfield, 1 tháng 9 năm 2009
- Trận đấu ghi nhiều bàn thắng nhất tại Football League: 5-6 vs. Cheltenham Town - Football League Two, 13 tháng 3 năm 2010

### Danh hiệu
- Football League One (Cấp độ 3)
  - Á quân: 2015-16
- Football League Two (Cấp độ 4)
  - Vô địch: 2014-15
- Football Conference (Cấp độ 5)
  - Vô địch: 2008-09
- Northern Premier League (Cấp độ 6)1
  - Vô địch: 2001-02
- Southern Football League Premier Division (Cấp độ 6)1
  - Á quân: 1999-2000, 2000-01
- FA Trophy
  - Á quân: 1986-87
- Southern League Cup
  - Vô địch: 1963-64, 1996-97, 1999-2000
  - Á quân: 1988-89
- Northern Premier League Challenge Cup
  - Vô địch: 1982-83
  - Á quân: 1986-87
- Northern Premier League President's Cup
  - Á quân: 1982-83, 1985-86
- Staffordshire Senior Cup
  - Vô địch: 1955-56
  - Á quân: 1976-77
- Birmingham Senior Cup
  - Vô địch: 1953-54, 1996-97
  - Á quân: 1969-70, 1970-71, 1986-87, 2007-08

1Trước khi tái cấu trúc hệ thống non-League để bao gồm Conference North/South.
Nguồn: Burton Albion | Club | History | Honours | Club Honours

## Thành tích cá nhân

### Cầu thủ ghi bàn nhiều nhất
Tính đến ngày 20 tháng 9 năm 2010 (chỉ tính các trận thi đấu):
| # | Cầu thủ       | Mùa giải         | Số bàn thắng | Số trận | Trung bình | Nguồn |
| - | ------------- | ---------------- | ------------ | ------- | ---------- | ----- |
| 1 | Richie Barker | 1960-62, 1963-67 | 159          | 270     | 0.58       | [ 4 ] |
| 2 | Stan Round    | 1963-67          | 149          | 199     | 0.75       | [ 5 ] |
| 3 | Darren Stride | 1993-2010        | 124          | 646     | 0.19       | [ 6 ] |
| 4 | Aaron Webster | 1998-2013        | 101          | 588     | 0.17       | [ 7 ] |
| 5 | Simon Redfern | 1987-97          | 86           | 457     | 0.19       | [ 8 ] |

### Cầu thủ ghi nhiều bàn thắng nhất Football League
Tính đến ngày 23 tháng 4 năm 2017 (chỉ tính các trận đấu ở Football League):
| #  | Name            | Career       | Apps | Goals |
| -- | --------------- | ------------ | ---- | ----- |
| 1  | Lucas Akins     | 2014-present | 205  | 44    |
| 2  | Billy Kee       | 2011-2014    | 95   | 37    |
| 3  | Shaun Harrad    | 2005-2011    | 62   | 31    |
| 4  | Jacques Maghoma | 2009-2013    | 155  | 26    |
| 5  | Calvin Zola     | 2010-2013    | 79   | 25    |
| 6  | Greg Pearson    | 2008-2012    | 89   | 19    |
| 7  | Aaron Webster   | 1998-2013    | 108  | 18    |
| 8  | Adam McGurk     | 2013-2015    | 71   | 15    |
| 9  | Stuart Beavon   | 2014-2017    | 97   | 13    |
| 10 | Justin Richards | 2011-2013    | 48   | 12    |

Số trận và bàn thắng chỉ tính trong Football League.

Nguồn: Burton Albion, The Football League

### Các kỉ lục ghi bàn khác
- Nhiều bàn nhất trong một mùa giải: Stan Round - 59 (1965-66)[4]
- Nhiều bàn nhất trong một mùa giải Football League - Shaun Harrad - 21 (2009-10)
- Nhiều hat-trick nhất: Stan Round - 12[5]
- Nhiều hat-trick tại Football League nhất - Greg Pearson, Shaun Harrad, Billy Kee, Lucas Akins- 1

### Số lần ra sân nhiều nhất
Tính đến 15 tháng 6 năm 2012 (chỉ tính các trận thi đấu):
| # | Cầu thủ       | Sự nghiệp        | Số trận | Bàn thắng | Nguồn  |
| - | ------------- | ---------------- | ------- | --------- | ------ |
| 1 | Darren Stride | 1993-2010        | 646     | 124       | [ 6 ]  |
| 2 | Aaron Webster | 1998-2013        | 588     | 100       | [ 9 ]  |
| 3 | Phil Annable  | 1970-80, 1981-83 | 567     | 70        | [ 10 ] |
| 4 | Nigel Simms   | 1981-1993        | 535     | 11        |        |
| 5 | Nick Goodwin  | 1988-95, 1997-99 | 508     | 0         |        |

### Số lần ra sân nhiều nhất tại Football League
Tính đến 23 tháng 4 năm 2020. (chỉ tính các trận tại Football League):
| #  | Cầu thủ         | Sự nghiệp | Số trận | Bàn thắng |
| -- | --------------- | --------- | ------- | --------- |
| 1  | Lucas Akins     | 2014-nay  | 213     | 53        |
| 2  | Damian McCrory  | 2012-2019 | 196     | 10        |
| 3  | Robbie Weir     | 2012-2016 | 160     | 7         |
| 4  | Jacques Maghoma | 2009-2013 | 155     | 26        |
| 5  | Jon Mclaughlin  | 2014-2017 | 113     | 0         |
| 6  | John McGrath    | 2007-2013 | 123     | 4         |
| 7  | Andrew Corbett  | 2003-2013 | 123     | 2         |
| 8  | Jimmy Phillips  | 2009-2015 | 121     | 5         |
| 9  | John Mousinho   | 2014-2017 | 118     | 2         |
| 10 | Aaron Webster   | 1998-2013 | 108     | 18        |

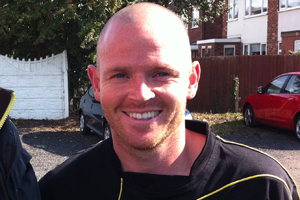
John McGrath, 123 Football League appearances.

Số trận và bàn thắng chỉ tính trong Football League.

Nguồn: Burton Albion, Football League

### Chuyển nhượng
- Mức phí chuyển nhượng cao nhất phải trả: Liam Boyce - £500,000
- Mức phí chuyển nhượng cao nhất được nhận: Jackson Irvine - £2,000,000[11]

### Cầu thủ đội tuyển quốc gia
Đây là danh sách các cầu thủ Burton Albion thi đấu cho đội tuyển quốc gia khi đang còn hợp đồng với câu lạc bộ.
| - Cộng hòa Dân chủ Congo - Jacques Maghoma (2010) - Luxembourg - Aurélien Joachim (2015) - Úc - Jackson Irvine (2016) - Jamaica - Lee Williamson (2016) - Bắc Ireland - Jamie Ward (2016) - Bắc Ireland - Tom Flanagan (2017) - Bắc Ireland - Matthew Lund (2017) - Bắc Ireland - Liam Boyce (2018) - Ireland - Kieran O'Hara (2019) |

### Huấn luyện viên
Tính đến 6 tháng 5 năm 2018
| Tên                        | Từ                   | Đến                  | Thành tích | Thành tích | Thành tích | Thành tích | Thành tích |
| Tên                        | Từ                   | Đến                  | G          | W          | D          | L          | % Thắng    |
| -------------------------- | -------------------- | -------------------- | ---------- | ---------- | ---------- | ---------- | ---------- |
| Don McPhail                | 1950                 | 1951                 |            |            |            |            |            |
| Billy Wrigglesworth        | 1951                 | 1952                 |            |            |            |            |            |
| Tally Sneddon              | 1952                 | 1953                 |            |            |            |            |            |
| Reg Weston                 | 1953                 | 1957                 |            |            |            |            |            |
| Sammy Crooks               | 1957                 | 1957                 |            |            |            |            |            |
| Jackie Stamps              | 1957                 | 1959                 |            |            |            |            |            |
| Bill Townsend              | 1959                 | 1962                 |            |            |            |            |            |
| Peter Taylor               | 1962                 | 1966                 |            |            |            |            |            |
| Alex Tait                  | 1966                 | 1968                 |            |            |            |            |            |
| Ian King (cầu thủ bóng đá) | 1968                 | 1969                 |            |            |            |            |            |
| Richie Norman              | 1970                 | 1973                 |            |            |            |            |            |
| Ken Gutteridge             | 1973                 | 1975                 |            |            |            |            |            |
| Harold Bodle               | 1975                 | tháng 2 năm 1976     |            |            |            |            |            |
| Mick Walker                | 1976                 | 1977                 |            |            |            |            |            |
| Phil Waller                | 1977                 | 1978                 |            |            |            |            |            |
| Ian Storey-Moore           | 1978                 | 1981                 |            |            |            |            |            |
| Neil Warnock               | tháng 1 năm 1981     | tháng 2 năm 1986     |            |            |            |            |            |
| Brian Fidler               | 1986                 | 1988                 |            |            |            |            |            |
| Vic Halom                  | 1988                 | 1988                 |            |            |            |            |            |
| Bobby Hope                 | 1988                 | 1988                 |            |            |            |            |            |
| Chris Wright               | 1988                 | 1989                 |            |            |            |            |            |
| Ken Blair                  | 1989                 | 1990                 |            |            |            |            |            |
| Frank Upton (caretaker)    | 1990                 | 1990                 |            |            |            |            |            |
| Steve Powell               | 1990                 | 1991                 |            |            |            |            |            |
| Brian Fidler               | 1991                 | 1992                 |            |            |            |            |            |
| Brian Kenning              | 1992                 | 1994                 |            |            |            |            |            |
| John Barton                | 1994                 | tháng 9 năm 1998     |            |            |            |            |            |
| Nigel Clough               | tháng 10 năm 1998    | 6 tháng 1 năm 2009   | 709        | 310        | 101        | 298        | 043,72     |
| Roy McFarland              | 6 tháng 1 năm 2009   | 18 tháng 5 năm 2009  | 22         | 9          | 3          | 10         | 040,91     |
| Paul Peschisolido          | 18 tháng 5 năm 2009  | 18 tháng 5 năm 2020  | 102        | 33         | 26         | 43         | 032,35     |
| Gary Rowett                | 17 tháng 3 năm 2012  | 27 tháng 10 năm 2014 | 142        | 63         | 34         | 45         | 044,37     |
| Jimmy Floyd Hasselbaink    | 13 tháng 11 năm 2014 | 4 tháng 12 năm 2015  | 54         | 33         | 11         | 10         | 061,11     |
| Nigel Clough               | 7 tháng 12 năm 2015  | 18 tháng 5 năm 2020  | 228        | 78         | 57         | 93         | 034,21     |
| Jake Buxton                | 18 tháng 5 năm 2020  | Hiện tại             | 0          | 0          | 0          | 0          | —          |